# ABC Futebol Clube
L'ABC Futebol Clube, o ABC, és un club de futbol brasiler de la ciutat de Natal a l'estat de Rio Grande do Norte.

## Història

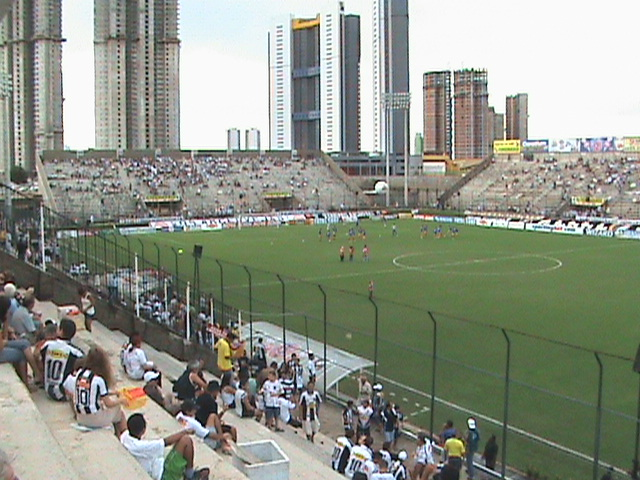
Estadi Maria Lamas Farache.

El club va ser fundat el 29 de juny de 1915, essent el club de futbol més antic de Rio Grande do Norte. Va ser fundat a la casa del Coronel Avelino Alves Freire, qui era president de l'Associação Comercial do Rio Grande do Norte. El nom del club fa referència a Argentina, Brazil, Chile (Xile). El seu major èxit fou el 2010, en què guanyà la tercera divisió brasilera (Série C).

## Palmarès
- Tercera Divisió brasilera:
  - 2010
- Campionat potiguar:
  - 1920, 1921, 1923, 1925, 1926, 1928, 1929, 1932, 1933, 1934, 1935, 1936, 1937, 1938, 1939, 1940, 1941, 1944, 1945, 1947, 1950, 1953, 1954, 1955, 1958, 1959, 1960, 1961, 1962, 1965, 1966, 1970, 1971, 1972, 1973, 1976, 1978, 1983, 1984, 1990, 1993, 1994, 1995, 1997, 1998, 1999, 2000, 2005, 2007, 2008, 2010, 2011

## Estadi
El club és propietari de l'estadi Estádio Maria Lamas Farache, anomenat Frasqueirão, que té una capacitat de 18.000 espectadors.